# Witchcraft – Das Böse lebt
Witchcraft – Das Böse lebt (OT: La Casa 4) ist ein italienischer Horrorfilm von Fabrizio Laurenti aus dem Jahr 1989. Der von Joe D’Amato produzierte Film ist außerdem unter folgenden Titeln bekannt: Evil Encounters, Ghost House 2, Ghosthouse 5, Hexenbrut, Horror House und The Haunted House. Er gehört dem Subgenre des Geisterfilms an und zählt wegen seiner harten Spezialeffekte auch als Splatterfilm.

## Handlung
Gary und Leslie besuchen eine Insel an der Küste von Massachusetts, auf der sich ein altes, als Spukhaus geltendes Hotel befindet. Leslie recherchiert dort zur Hexerei, während Gary als Fotograf mitgekommen ist. Das Hotel soll nämlich von einer alten Filmdiva heimgesucht werden. Die beiden sind schon lange ein Paar, doch Leslie will sich ihre Jungfräulichkeit für die Ehe aufsparen. Bei ihren Recherchen werden sie von der Familie Brooks überrascht, die das Hotel aufkaufen wollen.
Die Reisegruppe der Brooks besteht aus der gierigen Matriarchin Rose, ihrem leicht zu beeinflussenden Ehemann Freddy und ihren beiden Kindern Jane, die schwanger ist, und ihren kleinen Sohn Tommy. Dazu gesellt sich die Architektin Linda Sullivan, die sich um die Renovierungen kümmern soll. Zunächst nicht besonders angetan von den unbefugten Besuchern, schließen sich die ungleichen Gruppen zusammen, nachdem der Kapitän mitsamt seinem Schiff die Insel verlässt.
Nacheinander erscheint ihnen eine sadistische Hexe, die die Gruppe dezimiert, um ein schreckliches Ritual durchzuführen. So wird die Matriarchin im Kamin verbrannt, während Freddie gekreuzigt wird. Am Ende bleiben nur noch Gary, Leslie, Jane und Tommy übrig. Leslie wird von einem Dämonen während einer satanischen Zeremonie vergewaltigt, während Jane von der Hexe besessen wird und die verbliebenen Mitglieder jagt. Als sie Tommy versucht zu erwürgen lässt dieser einen Kassettenrekorder fallen, auf dem er die Worte „Ich liebe dich, Jane“ gespeichert hat. Dadurch wird der Fluch der Hexe kurze Zeit gebrochen und Jane stürzt sich aus dem Fenster, um weiterem Schaden zu entgehen.
Leslie wird ohnmächtig und wacht wenig später in einem Krankenhaus auf, wo sie erfährt, dass sie schwanger ist.

## Hintergrund
Produziert wurde der Film von Joe D’Amatos Produktionsfirma Filmirage. Nachdem Ghosthouse in Italien als inoffizielle Fortsetzung zu Tanz der Teufel und Tanz der Teufel II – Jetzt wird noch mehr getanzt vermarktet wurde, sollte Witchcraft – Das Böse lebt als vierter Teil fungieren und erhielt damit den Titel La Casa 4. Selbstredend hat der Film weder mit der Tanz der Teufel-Filmreihe noch mit Ghosthouse und seinen weiteren Fortsetzungen zu tun, sondern ist ein eigenständiger Film. Für den Film konnten Regisseur Fabrizio Laurenti und Produzent Joe D’Amato unter anderem die internationalen Stars David Hasselhoff, Linda Blair, Annie Ross und Hildegard Knef verpflichten.
Die deutsche Fassung erschien am 1. Dezember 1988 im Kino. Ob es sich dabei um die ungeschnittene Fassung handelte, ist unklar. Sicher ist jedoch, das 1989 eine VHS-Version über Skyline Video erschien, die um mehrere Minuten gekürzt wurde. Damit der Zeitunterschied nicht so auffiel, wurde mit Standbildern und alternativen Szenen versucht, die Schnitte zu kaschieren. Die Fassung wurde dennoch am 31. Oktober 1989 von der Bundesprüfstelle für jugendgefährdende Medien (BPjM) indiziert. Die Indizierung wurde 2014 durch Zeitablauf gestrichen. Laser Paradise veröffentlichte in seiner an Astro Records angelehnten Red Edition 2003 eine neue Fassung des Films, bei der alle Splattereffekte mit Ausnahme einer sechs-sekündigen Kreuzigungsszene enthalten waren. Gänzlich ungeschnitten erschien der Film dann über X-Rated 2012. 2016 wurde der Film von der Freiwilligen Selbstkontrolle der Filmwirtschaft erneut geprüft und erhielt überraschend eine Freigabe ab 16 Jahren in seiner ungekürzten Langfassung. X-Rated brachte den Film jedoch zu Halloween 2019 als Mediabook erneut ungeprüft heraus.

## Rezeption
Das Lexikon des internationalen Films schrieb: „Konfus inszenierter Horrorfilm mit dilettantischen Schauspielerleistungen, billigen Tricks und einer wenig durchdachten Story.“
Die deutsche Filmzeitschrift Cinema bewertete den Film ebenfalls eher schlecht: „Der preiswert getrickste und mäßig gespielte Gruselschocker bedient sich freimütig bei Genreklassikern wie Das Omen. Fazit: Hänsel und Gretel waren unheimlicher.“